# Blu del Barrio
Blu del Barrio (* 15. září 1997 Kalifornie, USA), rodným jménem Julia Gutierrez del Barrio, je americká herečka.
Od narození žila v kalifornské Topanze s rodiči argentinského původu. Od dětství se věnovala baletu a herectví, které v roce 2019 vystudovala na London Academy of Music and Dramatic Art. V roce 2020 začala hrát v seriálu Star Trek: Discovery.
V roce 2019 se přihlásila k nebinární genderové identitě.